# Gary Paffett

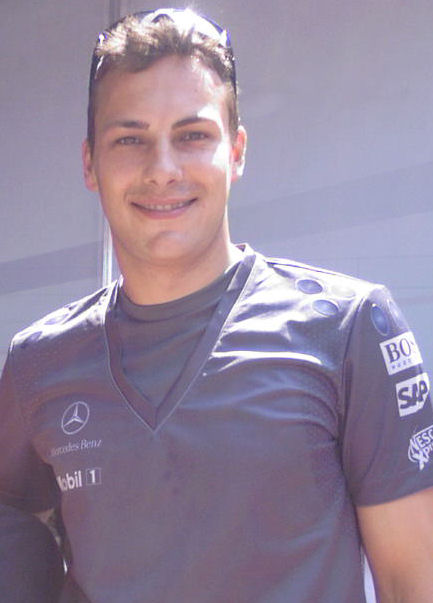
Gary Paffett en juillet 2006.

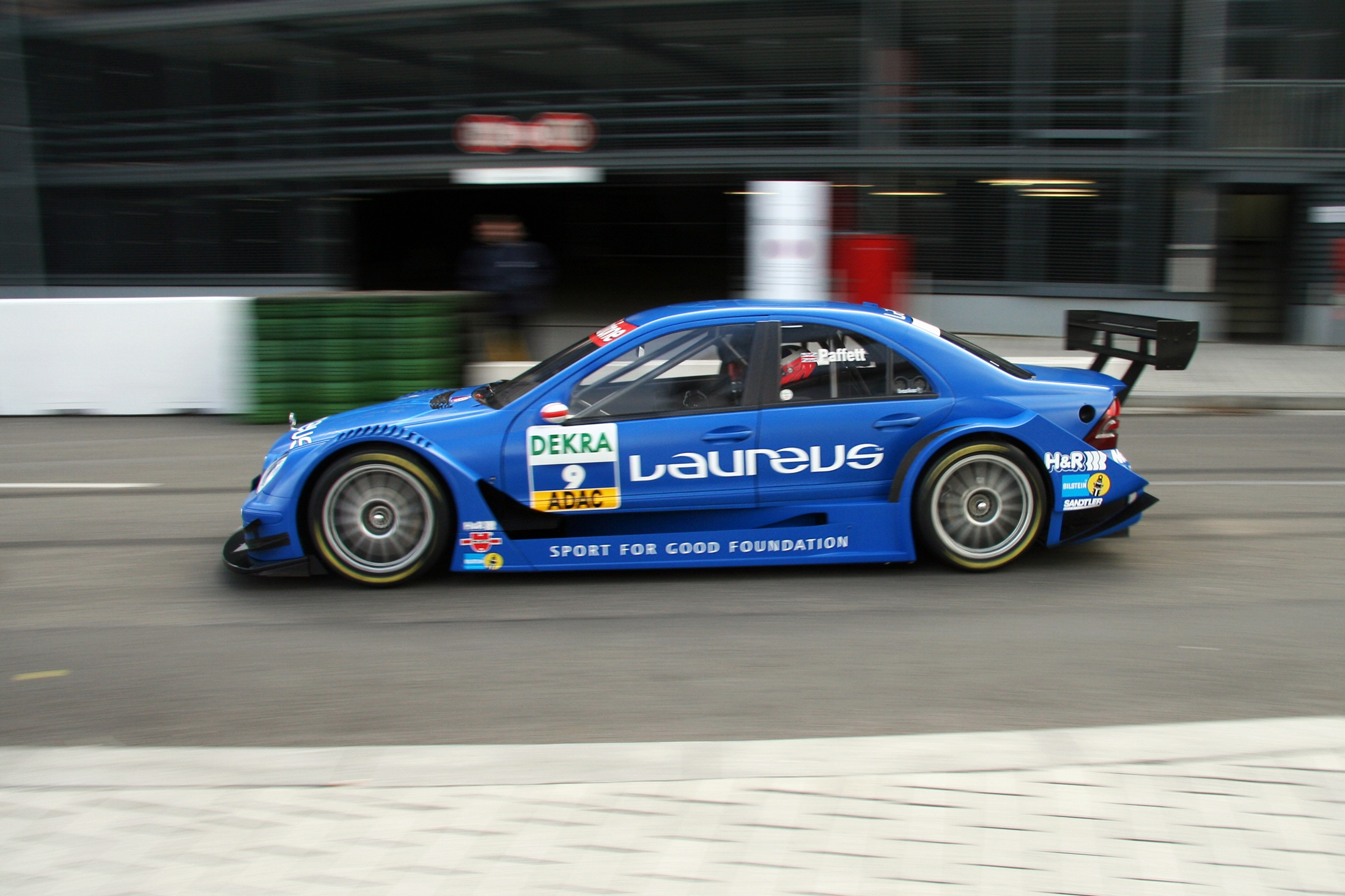
Gary Paffett en DTM (2007)

Gary Paffett, né le 24 mars 1981 à Bromley, est un pilote automobile anglais. Sacré champion Deutsche Tourenwagen Masters en 2005 et 2018, il a été aussi le pilote de réserve de McLaren F1, de 2006 à 2014.

## Biographie

### 1993-2002: débuts et carrière en monoplace
Après avoir piloté en karting de 1993 à 1996, Gary Paffett passe au sport automobile en 1997 dans le championnat britannique de Formule Vauxhall. En 1999, il remporte le championnat Formula Vauxhall Junior, ce qui lui vaut en fin d'année de recevoir le prestigieux Trophée McLaren Autosport BRDC Jeune pilote de l'année qui récompense le meilleur espoir britannique de l'année.
En 2000, Paffett accède au championnat britannique de Formule 3 et remporte facilement la catégorie scolarship (sorte de deuxième division du championnat). Puis, en 2001, il part en Allemagne pour y disputer le championnat local de Formule 3, au sein de l'équipe dirigée par Keke Rosberg. Cinquième du championnat la première année, il décroche le titre en 2002.

### 2003-2014:3epilote chez McLaren et titre en DTM
Paffett continue de gravir les échelons du sport automobile en accédant en 2003 au championnat international de Formule 3000. Mais son équipe, Brand Motorsport, disparaît au bout de seulement quelques semaines, faute d'argent. Paffett trouve alors refuge dans le championnat DTM, au volant d'une Mercedes de la saison précédente. Réalisant immédiatement de solides performances compte tenu du matériel à sa disposition, il est intégré à partir de 2004 à l'écurie HWA-Mercedes-Team qui fait rouler les Mercedes officielles. Se montrant digne des espoirs placés en lui, il devient vice-champion en 2004, puis décroche le titre en 2005.
En fin de contrat avec Mercedes en DTM à l'issue de sa saison victorieuse, Paffett reste dans le giron de la firme à l'étoile, puisqu'il est recruté pour devenir en 2006 pilote essayeur de l'écurie McLaren-Mercedes en Formule 1. Cette nouvelle fonction n'est pourtant pas le tremplin espéré par Paffett puiqu'à la mi-saison, c'est l'autre pilote essayeur de l'écurie, Pedro de la Rosa, qui est choisi pour remplacer Juan Pablo Montoya, et que son employeur ne lui laisse aucun espoir quant à une possible titularisation en 2007. Alors que l'écurie anglo-germanique lui avait signifié qu'il pouvait chercher un volant ailleurs (il a longtemps été pressenti pour devenir pilote essayeur de Honda), Paffett reste pilote essayeur de McLaren en 2007, tout en retrouvant les rangs du DTM.
Pour la saison 2012 de Formule 1 Paffett devient, toujours chez Mclaren le 3e pilote de l'écurie devant Oliver Turvey. Il est également, pilote essayeur pour l'écurie Force India derrière le français Jules Bianchi 3e pilote de cette écurie. Pour la première manche de la saison en Australie Gary a remplacé Jules Bianchi chez Force India ce dernier ne pouvant pas venir en raison d'essais en World Series by Renault.
Lors des saisons 2013 et 2014, toujours engagé en Deutsche Tourenwagen Masters, il reste troisième pilote de McLaren Racing, mais ne reste pas avec Force India. Finalement, après huit années chez l'écurie britannique, Paffett est remercié par l'écurie de Ron Dennis, mais reste en DTM avec Mercedes, rejoignant l'écurie française ART Grand Prix.

## Palmarès
- Champion d'Allemagne de Formule 3 en 2002
- Champion du DTM en 2005 et 2018

## Résultats en championnat du monde de Formule E
| Saison    | Écurie      | Courses disputées | Pole positions | Victoires | Podiums | Points inscrits | Classement |
| --------- | ----------- | ----------------- | -------------- | --------- | ------- | --------------- | ---------- |
| 2018-2019 | HWA Racelab | 13                | 0              | 0         | 0       | 9               | 19e        |

| Saison    | Écurie      | Constructeur  | Pneus | 1        | 2        | 3      | 4      | 5     | 6        | 7        | 8     | 9      | 10     | 11     | 12     | 13     | Classement | Points inscrits |
| --------- | ----------- | ------------- | ----- | -------- | -------- | ------ | ------ | ----- | -------- | -------- | ----- | ------ | ------ | ------ | ------ | ------ | ---------- | --------------- |
| 2018-2019 | HWA Racelab | Spark–Venturi | M     | DAR Abd. | MAR Abd. | SAN 14 | MEX 16 | HKG 8 | SAY Abd. | ROM Abd. | PAR 8 | MON 12 | BER 16 | BER 17 | NYC 11 | NYC 10 | 19e        | 9               |